# Nertus Tholus
Nertus Tholus is een vulkaan op Venus. Nertus Tholus werd in 1985 genoemd naar Nerthus, een vruchtbaarheidsgodin uit de Germaanse mythologie.
De vulkaan heeft een diameter van 66 kilometer en bevindt zich in het westen van het quadrangle Metis Mons (V-6).